# Вибори до Вінницької міської ради 2010
Чергові вибори до Вінницької міської ради відбулися 31 жовтня 2010 року. Вибори пройшли за змішаною системою.
За партійними списками у Вінницьку міську раду пройшли партії: 
| Партія                                 | Відсоток голосів | Кількість мандатів | Обрані депутати |
| -------------------------------------- | ---------------- | ------------------ | --- |
| Совість України                        | 33,48%           | 10                 | Сергій Моргунов, Павло Задорожнюк, Віктор Мацера, Володимир Малінін, Самвел Єгоян, Ігор Скромній, Ігор Кравець, Сергій Кравченко, Валерій Кононенко, Рінат Добросєрдов |
| Всеукраїнське об'єднання «Батьківщина» | 14,60%           | 5                  | Юрій Іорданов, Володимир Шамрай, Лариса Телега, Микола Тихонюк, Олег Алекса                                                                                            |
| Партія регіонів                        | 8,09%            | 3                  | Олександр Кравець, Тамара Кривов'яз, Андрій Астахов |
| Фронт Змін                             | 7,33%            | 2                  | Василь Павлюк, Анна Жейда |
| Всеукраїнське об'єднання «Свобода»     | 6,99%            | 2                  | Антон Бойдаченко, Володимир Базелюк |
| "УДАР"                                 | 4,71%            | 2                  | Ігор Ткачук, Геннадій Ткачук |
| Сильна Україна                         | 3,45%            | 1                  | Сергій Савчук |

У мажоритарних округах перемогли:
- Партія "Совість України" отримала 23 мандата
Руслан Анфілов, Наталія Космина, Ігор Івасюк, Віктор Кривицький, Віктор Шеншин, Ігор Шутак, Антоніна Іващук, Ігор Корольчук, Олександр Парвадов, Павло Яблонський, Борис Гройсман, Світлана Куца, Юрій Зажирко, Олександр Третяк, Андрій Очеретний, Вадим Клочко, Олександр Жупанов, Світлана Василюк, Володимир Васильєв, Геннадій Богуславський, Валентина Вишневська, Володимир Савельєв та Степан Бессолов
- Партія регіонів - 2
Петро Бабій та Петро Кузнєцов

Загальний результат розподілу депутатських мандатів за партіями:
| Партія                                 | Кількість мандатів |
| -------------------------------------- | ------------------ |
| Совість України                        | 33 мандати         |
| Всеукраїнське об'єднання «Батьківщина» | 5 мандатів         |
| Партія регіонів                        | 5 мандатів         |
| Фронт Змін                             | 2 мандати          |
| Всеукраїнське об'єднання «Свобода»     | 2 мандати          |
| "УДАР"                                 | 2 мандати          |
| Сильна Україна                         | 1 мандат           |

На першому засіданні чинний секретар міської ради Сергій Моргунов був переобраний на другий ттермін.